# Spigelia glabrata
Spigelia glabrata är en tvåhjärtbladig växtart som beskrevs av Carl Friedrich Philipp von Martius. Spigelia glabrata ingår i släktet Spigelia och familjen Loganiaceae. Inga underarter finns listade i Catalogue of Life.